# Roosters (film, 1898)
Pour les articles homonymes, voir Roosters.
Pour plus de détails, voir Fiche technique et Distribution.
Roosters est un court métrage documentaire américain en noir et blanc réalisé en 1898 par William K.L. Dickson.

## Fiche technique
- Titre original : Roosters
- Autre titre : Fighting Roosters; in Florida
- Réalisation, production et scénario : William K.L. Dickson
- Durée : 1 minute
- Genre : court métrage et documentaire dramatique
- Format : 1.36:1 - noir et blanc - muet